# Schallberg
Der Schallberg ist ein 641 m ü. NHN hoher Berg, 1,8 km südlich der Stadt Bad Weißenstadt im Landkreis Wunsiedel im Fichtelgebirge. Die bewaldete Anhöhe besteht aus Zinngranit. In der näheren und weiteren Umgebung des Schallberges fand seit dem Mittelalter umfangreicher Bergbau auf Zinnerz statt.

## Karten
Topographische Karte des Bayerischen Landesvermessungsamtes Nr. 5837 Weißenstadt und 5937 Fichtelberg, Maßstab 1:25.000